# オグマ
オグマ（Ogma）は、ケルト神話の戦いの神。また言語、霊感の神。
ダグザの子で、オガム文字の発明者とされる。妻はディアン・ケヒトの娘エーディン（Étan。エーディン（Étaín）と別人）。女詩人のエダンとの間にフォモール族を風刺した詩人コープルをもうけている。
オグマは八十頭の牛にも勝る怪力の持ち主である。彼は戦場でフォモール族の王が所有していた意思を持つ剣オルナを見つけたと言われている。
ダーナ神族が地上の支配権を失墜すると、オグマは妖精の塚アーセルトレイ（Aircheltrai）を住処としたという。